# Eva Andersson (simmare)
Eva Andersson, född 30 juni 1957 i Uddevalla, är en före detta simmerska, hon tävlade i Olympiska spelen i München 1972. 
Hon tog 1970 EM-brons i lagkapp 4x100 meter frisim i Barcelona, tillsammans med Gunilla Jonsson, Anita Zarnowiecki och Elisabeth Berglund. Vid kortbane-SM 1975 tog Andersson guld på 100 meter frisim.